# ゴールドムンド
ゴールドムンド（Goldmund ）は、スイスのジュネーヴに本社を置く高級オーディオ製品の製造・販売を行っている会社。欧州のほかアメリカや東アジアにもショールームを持つなど世界的に展開している。計20社ほどの協力工場はほぼ全てがスイスにあり、スイス国内で加工・組立が行われる。
社名はヘルマン・ヘッセの小説『知と愛』に登場する彫刻家ゴルトムントの生き方に共感して付けられた。和文での表記は「ゴールドムンド」が通例である。

## 歴史
- 1978年 - レコードプレーヤーにおけるリニアトラッキング方式のトーンアームを開発した学生らによってパリでゴールドムンドが設立される。
- 1980年 - フランス人のミッシェル・レヴァション（現社長・CEO）が同社を買収。
- 1981年 - 同氏がスイスのジュネーヴにゴールドムンドを設立。

## 製品
スピーカー、レコードプレーヤー、CDプレーヤー、アンプ、オーディオアクセサリーなどオーディオシステムを構成するほとんどの製品を販売している。製品はグレードが低い順にSR Series、High End Series、Ultimate Seriesに分けられる。さらに、最上級としてReferenceが予定されている。
多くの製品には種類別にそれぞれ名前が付けられており、各種プレーヤーにはEidos、プリアンプにはMimesis、パワーアンプにはTelos、スピーカーにはLogosもしくはEpilogueとなっている。なお、日本では馴染みが薄いが、プロジェクタなどのホームシアター製品も製造・販売している。
なお、同社製の定価140万円のSACDプレーヤー「Eidos 20A」の内部パーツがパイオニアの定価29800円のDVDプレーヤー「DV-600A」とほとんど同じであることが指摘されている。また、同様にヘッドホンアンプやパワーアンプについても内部に使用されている部品に比べて製品の値段が高すぎるのではないかとの指摘がある。それに対し、差額の137万円は筐体に施された高価な加工の対価であって値段相応であるとの反論もある。

2011年11月14日、日本でのゴールドムンド製品の輸入および販売を行っていたステラヴォックスジャパンが、在庫が無くなり次第取り扱いを終了することを発表した。
2012年6月1日よりゴールドムンドジャパン(株)が発足
2019年5月31日ゴールドムンドジャパン(株)はスイスゴールドムンド側の体制変更のため輸入代理を終了
2021年2月15日(株)ステラはディストリビューター契約を結び、日本国内での輸入・販売を開始することを発表
これは前身であるステラヴォックスジャパンから、およそ10年ぶりにステラとして再度輸入代理店となる事例である。